# Лойга (река)
Ло́йга (около истока — Верхняя Лойга) — река в Архангельской области России. Левый приток нижнего течения Киземы. Течёт по территории Устьяновского района.
Длина реки составляет 53 км. Площадь водосборного бассейна — 248 км².
Начинается около урочища Бараки Костеновы к северо-востоку от Сулонды. В верхней половине течёт в основном на восток, в нижней — на северо-восток. Устье Лойги находится в 0,3 км по левому берегу Киземы на высоте 98 м над уровнем моря, напротив урочища Усть-Кизема.
Притоки по порядку от устья к истоку:
- 9 км: Рассоха;
- 32 км: Боровая;
- 46 км: Пашенкова Лоежка (Пашенкова)[9][4].

## Данные водного реестра
По данным государственного водного реестра России относится к Двинско-Печорскому бассейновому округу, водохозяйственный участок реки — Вага, речной подбассейн реки — Северная Двина ниже места слияния Вычегды и Малой Северной Двины. Речной бассейн реки — Северная Двина.
Код водного объекта в государственном водном реестре — 03020300212103000029824.